# برشنوم
برِشنوم یا برِسنوم؛ از جمله مراسم مذهبی و از آیینهای غسل و تطهیر در دیانت زرتشت است            

## شرح آیین
طبق متن اوستا در وندیداد الزامات آیین براشنوم اینگونه است که ۶ چاله به عمق ۲ فوت در فاصله ۳ فوتی از یکدیگر و همینطور ۳ چاله در فاصله ۹ فوتی از هم دیگر حفر می کردند. ۶ چاله اول باید با ادرار گاو (گمیز) و ۳ چاله دیگر با آب پر می شدند.
شخص ناپاک (نجس) باید در حین خواندن یسنا به نوبت به سمت هر چاله حاوی ادرار گاو (گمیز) برود و موبد زرتشتی همان را از بیرون شیار اطراف چاله می خواند و پس از اتمام هر قرائت بر شخص نجس ادرار گاو (گمیز) می بپاشد. موبد ابروها، پشت جمجمه، آرواره‌ها، گوش‌ها، شانه‌ها، چاله‌های بازو، سینه، پشت، نوک سینه‌ها، دنده‌ها، باسن، اندام تناسلی، ران‌ها، زانوها، ساق‌ها، مچ پاها، پاها و انگشتان پا را با این کار پاک می‌کند. هنگامی که تطهیر کامل شد. آزمودنی آهونوار ، کم‌نا مزدا، کم وره‌ترم جا و دیگر دعاهای اصلی زرتشتیان را می‌خواند.
فرد ناپاک با مالیدن گرد و غبار بدنش را خشک می کند. سپس خود را با آب موجود در چاله ها پاک می کند. پس از اتمام مراسم، او(فرد ناپاک) ممکن است از بارشنوم گاه خارج شود و اجازه دارد به خانه خود بازگردد. اما ۹ شب در گوشه ای از خانه به نام آرمشتگاه باید بماند. او در این مدت از تماس با آب، آتش، خاک، گاو، درخت و سایر زرتشتیان منع می شود، زیرا او را نجس(ناپاک) می دانند و اعتقاد بر این است که تماس او اشیای اطرافش را هم نجس می کند. هر سه روز یک بار به عنوان بخشی از مراسم طهارت به او دستور می دهند که خود را غسل دهد و لباس های خود را در ادرار گاو (گمیز )و آب بشوید. پس از اتمام غسل سوم، او را «تطهیر کامل» می‌دانند و اجازه می‌دهند که زندگی عادی داشته باشد.

## دیدگاه ها
به نقل از ملک محمدی این رسم افزون بر آیین‌های ویژه که مشتمل بر جزئیات متعدد بودند، مجموعه‌ای از آموزش‌های مذهبی و طبی را نیز در بر می‌گرفت.
بر مبنای آموزه‌های برشنوم هنگامی که بیماری‌های پر مرگ (مثل طاعون، وبا، آبله) جایی را فرا می‌گرفت مردم بیشتر در گوشه‌گیری می‌زیستند، جامهٔ سپید می‌پوشیدند، دست کش سپید به دست می‌کردند و با یکدیگر کم تماس می‌گرفتند؛ حتی کسان یک خانواده، هر کدام در بستری جدا می‌خوابیدند، از آوند (ظرفی) جداگانه می‌خوردند و می‌آشامیدند، گیاهان و صمغ‌های خوشبو و سودمند بر آتش می‌نهادند و در پایان مدت با آداب ویژه‌ای شستشو نموده خود را به وسیلهٔ گیاهان و صمغ‌ها بخور می‌دادند.
درآیین برشنوم، زرتشتیان اقدام به ساخت محلی موسوم به "برشنومگاه" می‌کردند که حصاری گرد به شعاع نزدیک به ۷ متر بود و دارای ۹ جایگاه ویژه بود که بیماران یا افراد در معرض خطر ابتلاء به بیماری عفونی که اصطلاحاً "برشنوم گیر" خوانده می‌شدند بدانجا انتقال یافته و توسط موبد-پزشکی که "برشنوم ده" خوانده می‌شد، به مدت ۹ روز تحت مراقبتهای خاص و شستشوهای ویژه و.... قرار می‌گرفتند.

## اهمیت پزشکی
به گفته ملک محمدی برشنوم ورای اهمیت مذهبی آن، یکی از روش‌های مبارزه با گسترش بیماری‌های عفونی، و ایمن نگهداشتن افراد تندرست در برابر یورش این بیماری‌ها (به تعبیر امروز: اپیدمی این بیماری‌ها) بود که در واقع شیوه و روش "داد پزشکی" (دائوبئشه زو) را بر بر پایه قوانین مکتب مزدیسنا نشان می‌داد.
برشنوم از دو راه انجام می‌شد:  راه نخست با آگاه کردن مردم از قوانین بهداشتی و دلگرم ساختن آن‌ها به رعایت موازین بهداشتی (دقت و کوشش در پاکی بدن، خوراک، لباس،  پیرامون و محیط زندگی و...)  و دومی ترغیب آن‌ها به مایه‌کوبی، علیه بیماری بود که "پیش پاسی" نیز نامیده می‌شد.
بدین ترتیب برشنوم در واقع آموزاندن راه و رسم ایمنی در برابر بیماری‌های همه‌گیر که آن‌ها را "بیماری‌های پرمرگ" می‌خواندند، بود.